# Rombas
Rombas (in tedesco Rombach) è un comune francese di 10 104 abitanti, situato nel dipartimento della Mosella nella regione del Grand Est.

## Società

### Evoluzione demografica
Abitanti censiti